# ساكن الحرج عريض التخطيط
ساكن الحرج عريض التخطيط (الاسم العلمي: Bebearia comus)، نوع من الفراشات التي تتبع جنس ساكن الحرج وفصيلة الحورائيات. يوجد في نيجيريا والكاميرون وغينيا الاستوائية وجمهورية الكونغو الديمقراطية. يألف الغابات.

## النويعات
- Bebearia comus comus (شرق نيجيريا، الكاميرون، غينيا الاستوائية، جمهورية الكونغو الديمقراطية: أولي، تشوبو، إكواتور، كاتاراكتس، كاساي وسانكورو)
- Bebearia comus retracta Hecq, 1989 (جمهورية الكونغو الديمقراطية: كيفو)

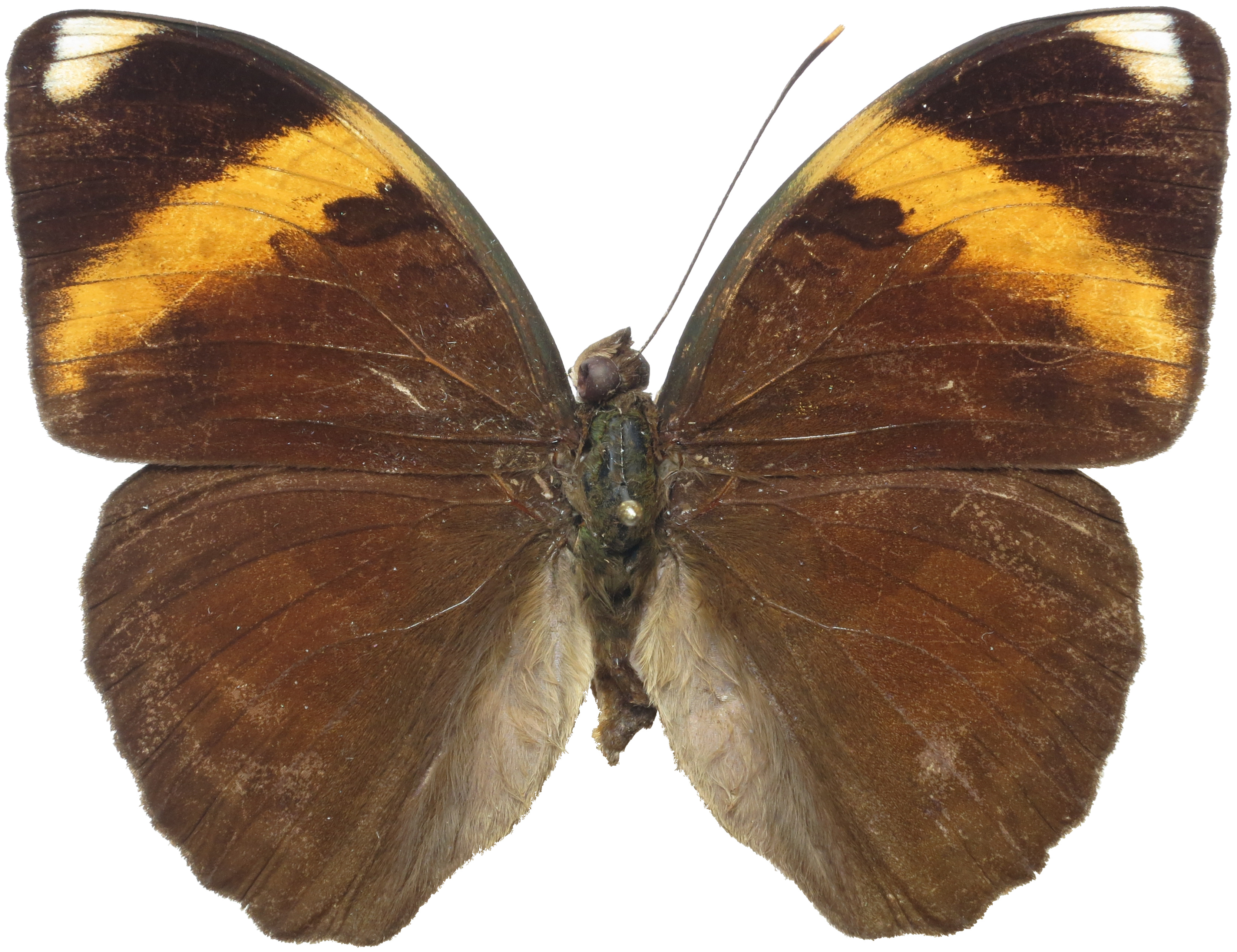
Male, Mabalmayo, Cameroon